# Fatoumata Coly
Fatoumata Coly (sinh ngày 03 tháng 1 năm 1984) là một người Senegal viên chạy nước rút người chuyên về 100 mét.
Cô đã giành được huy chương đồng trong cuộc thi tiếp sức 4 × 100 mét tại Giải vô địch châu Phi 2004.
Cô cũng từng thi đấu cá nhân tại Giải vô địch trẻ thế giới năm 2001, Đại hội Thể thao toàn châu Phi 2003 và Giải vô địch châu Phi 2004, tiếp sức tại Giải vô địch thế giới thiếu niên năm 2002 mà không lọt vào trận chung kết và cũng là tiếp sức tại Giải vô địch châu Phi 2002 nơi đội đã bị loại.
Thời gian tốt nhất cá nhân của cô là 11,75 giây, đạt được vào tháng 5 năm 2013 tại Gavardo.